# Collegio plurinominale Campania 1 - 02 (2020)
Il collegio elettorale plurinominale Campania 1 - 02 è un collegio elettorale plurinominale della Repubblica italiana per l'elezione della Camera dei deputati.

## Territorio
Come previsto dalla legge n. 51 del 27 maggio 2019, il collegio è stato definito tramite decreto legislativo all'interno della circoscrizione Campania 1.
Il collegio comprende la zona definita dai quattro collegi uninominali Campania 1 - 04 (Casoria), Campania 1 - 05 (Acerra), Campania 1 - 06 (Somma Vesuviana) e Campania 1 - 07 (Torre del Greco) quindi tutti i comuni della città metropolitana di Napoli ad eccezione dei 16 comuni a nord-ovest dell’hinterland napoletano inclusi nel collegio n. 1.

## XIX legislatura

### Risultati elettorali
|                               | Movimento 5 Stelle                                      | 255 796   | 40,28 | 3 | 255 796 | 40,28 | 4 |  |  |
|                               | Fratelli d'Italia                                       | 86 787    | 13,67 | 1 | 183 724 | 28,93 | – |  |  |
|                               | Forza Italia                                            | 70 904    | 11,16 | 1 | 183 724 | 28,93 | – |  |  |
|                               | Lega per Salvini Premier                                | 21 836    | 3,44  | – | 183 724 | 28,93 | – |  |  |
|                               | Noi Moderati                                            | 4 197     | 0,66  | – | 183 724 | 28,93 | – |  |  |
|                               | Partito Democratico - Italia Democratica e Progressista | 87 726    | 13,81 | 1 | 134 050 | 21,11 | – |  |  |
|                               | Alleanza Verdi e Sinistra                               | 18 256    | 2,87  | 1 | 134 050 | 21,11 | – |  |  |
|                               | Impegno Civico – Centro Democratico                     | 14 606    | 2,30  | – | 134 050 | 21,11 | – |  |  |
|                               | +Europa                                                 | 13 462    | 2,12  | – | 134 050 | 21,11 | – |  |  |
|                               | Azione - Italia Viva                                    | 34 743    | 5,47  | 1 | 34 743  | 5,47  | – |  |  |
|                               | Unione Popolare                                         | 13 855    | 2,18  | – | 13 855  | 2,18  | – |  |  |
|                               | Italexit                                                | 6 226     | 0,98  | – | 6 226   | 0,98  | – |  |  |
|                               | Italia Sovrana e Popolare                               | 4 251     | 0,67  | – | 4 251   | 0,67  | – |  |  |
|                               | Noi di Centro – Europeisti                              | 2 448     | 0,39  | – | 2 448   | 0,39  | – |  |  |
| Totale                        | Totale                                                  | 635 093   | 100   | 8 | 635 093 | 100   | 4 |  |  |
|                               |                                                         |           |       |   |         |       |   |  |  |
| Voti non validi               | Voti non validi                                         | 23 594    | 3,58  |   |         |       |   |  |  |
| Votanti                       | Votanti                                                 | 658 687   | 51,88 |   |         |       |   |  |  |
| Elettori                      | Elettori                                                | 1 269 687 |       |   |         |       |   |  |  |
|                               |                                                         |           |       |   |         |       |   |  |  |
| Data: 25 settembre 2022       |                                                         |           |       |   |         |       |   |  |  |
| Fonte: Ministero dell'interno |                                                         |           |       |   |         |       |   |  |  |

### Eletti

#### Eletti nei collegi uninominali
Eletti nel Movimento 5 Stelle
| Collegio uninominale | Eletto | Eletto           | Partito            |
| -------------------- | ------ | ---------------- | ------------------ |
| 4. Casoria           |        | Pasqualino Penza | Movimento 5 Stelle |
| 5. Acerra            |        | Carmela Auriemma | Movimento 5 Stelle |
| 6. Somma Vesuviana   |        | Carmela Di Lauro | Movimento 5 Stelle |
| 7. Torre del Greco   |        | Gaetano Amato    | Movimento 5 Stelle |

#### Eletti nella quota proporzionale
| Movimento 5 Stelle    | Partito Democratico-IDP | Fratelli d'Italia | Forza Italia       | Azione - Italia Viva | Alleanza Verdi e Sinistra |
| --------------------- | ----------------------- | ----------------- | ------------------ | -------------------- | ------------------------- |
|                       |                         |                   |                    |                      |                           |
| Alessandro Caramiello | Marco Sarracino         | Marta Schifone    | Annarita Patriarca | Ettore Rosato        | Francesco Emilio Borrelli |

1. ↑  Per insufficienza di candidati nel Collegio plurinominale Campania 1 - 02, il secondo ed il terzo seggio spettante alla lista vengono assegnati all'interno dei collegi plurinominali Lombardia 2 - 01 e Lombardia 4 - 01